# Cardenales de Sabinas
Los Cardenales de Sabinas es un equipo de béisbol que compite en la Liga del Norte de Coahuila con sede en Sabinas, Coahuila, México.

## Historia
Los Cardenales de Sabinas han participado en distintas etapas en la Liga del Norte, los Cardenales regresaron a partir del 2016 cuando tomaron la franquicia de Agricultores de Morelos.

## Jugadores

### Roster actual
Por definir.
Javier Garza
Mauricio Sanchez
Sofia Muñoz
Rafael Perez
Gerardo Sosa
Camila Contreras
Belen Macias
Carmen Ancira